# ルイス・フェルナンデス (サッカー選手)
ルイス・フェルナンデス（Luis Miguel Fernández Toledo, 1959年10月2日 - ）は、フランスのサッカー選手。スペイン・タリファ出身。ポジションはMF。

## 経歴

### 選手時代
フランス代表では、1982年11月10日、オランダとの親善試合でデビューを果たした(その試合でアシストも記録した。)。1983年3月23日、代表デビュー3戦目のUSSR戦で初得点を記録した。1984年の欧州選手権においてミシェル・プラティニ、アラン・ジレス、ジャン・ティガナと共に「銀の中盤」、あるいは「魔法陣」と命名された中盤を形成、5試合にフル出場した。グループリーグのベルギー戦で得点を挙げた、決勝ではスペイン代表を破り、フランス初の国際タイトルを手にした。
1986年に行われたワールドカップ・メキシコ大会ではグループリーグのUSSR戦で得点を挙げ、準々決勝ではブラジル代表をPK戦の末に破ったが、前回大会同様、西ドイツ戦で敗退、準決勝で姿を消したが、3位決定戦を除く全ての試合に出場した。
1992年のスウェーデン大会にも背番号10を背負い、グループリーグの3試合に出場したが、グループリーグ敗退した。代表キャップは60試合6得点。
クラブでは、デビューからパリ・サンジェルマンで8シーズンに渡り活躍、この間300試合以上に出場、クープ・ドゥ・フランスを2度制し、1985–86シーズンにはリーグ優勝を果たしている。その他、ラシン・パリやマトラ・ラシンでもプレー、ASカンヌで現役生活に幕を下ろした。

### 指導者時代
ASカンヌ所属時代から選手兼監督を務め、指導者の道を歩み始めたフェルナンデスは34歳の若さにしてパリSGの監督に就任。1994-95シーズンにクープ・ドゥ・フランスとクープ・ドゥ・ラ・リーグの2冠、翌シーズンにはカップウィナーズカップを獲得するなど、パリSGに初のヨーロッパタイトルをもたらすと共に、監督としての評価を高めた。
パリSG退団後はリーガ・エスパニョーラへと渡り、1997-98シーズンには強豪とはいえないアスレティック・ビルバオを2位に導いている。2000年11月にパリSGに復帰。当時所属していたロナウジーニョとの確執が伝えられ、チームも思うような結果を出すことが出来なかった。2003-04シーズン途中にリーガに復帰し、降格の危機にあったエスパニョールを残留に導く。2005年にはカタールのアル・ラーヤンSCと契約したが5ヶ月で解任され、その後イスラエルのベイタル・エルサレムで指揮を執っていた。マルセイユで不遇を囲っていた中田浩二にオファーを出したことが、日本にも伝わっている。2006年12月に不調に陥っていたベティスの監督に途中就任し、リーガに再度復帰した。だがチームを浮上させることはできず、6月9日のオサスナ戦で0-5の大敗を喫した後解任された。
2008-09シーズン途中、スタッド・ランス監督に就任し、リーグ・ドゥ(仏プロリーグ2部)残留を目指すが、3部（フランス全国選手権）降格となり、解任。
2010 FIFAワールドカップ・ヨーロッパ予選グループ２でサッカーイスラエル代表が予選敗退した後、イスラエルサッカー協会はドゥロル・カシュタン監督の後任として、協会内の勢力争いを受けることのない外国人監督就任を希望し、エリ・オハナを暫定監督に任命し、慎重に選定を進めていた。
2005-06シーズンに同国のベイタル・エルサレムを率いたフェルナンデスの実績を買い、彼のサッカーイスラエル代表監督就任を2010年3月21日に発表した。2010年5月1日から1年半の契約だった。その後、イスラエル代表がUEFA EURO 2012予選グループFで敗退した為、イスラエルサッカー協会はフェルナンデス監督との契約を更新せず、2011年12月27日、元ハポエル・テルアビブFC監督のエリ・グトマンと2年契約でイスラエル代表監督に就任させた。
フランスのラジオ局RMCの番組「ルイス・アタック!」で自身がパーソナリティーを務める などインタビュアーとしても活動している他、スペイン語圏の選手に対しては自ら通訳もこなすなどピッチ外でも活躍している。

## エピソード
ワールドカップ・メキシコ大会の準々決勝では、PK戦の最後のキッカーとして登場。緊張のあまり「自分には蹴れない」とうずくまるフェルナンデスに、少し前にPKを外していたプラティニが「お前ならできる」と励ましている。PKスポットに向かうフェルナンデスは俯いたままだった。PKを決めて真っ先に向かった先はもちろんプラティニ。試合後にロッカーで一番騒いでいたのはフェルナンデスだった。

## 所属クラブ

### 選手
- ASマンゲット 1969-1970
- ASサンプリエスト 1970-1978
- パリ・サンジェルマン 1978-1986
- ラシン・パリ 1986-1989
- ASカンヌ 1989-1993

### 監督
- ASカンヌ 1992-1994
- パリ・サンジェルマン 1994-1996
- アスレティック・ビルバオ 1997-2000
- パリ・サンジェルマン 2000.12-2003
- RCDエスパニョール 2003.11-2004.6
- アル・ラーヤンSC 2005.6-2005.10
- ベイタル・エルサレム 2005.11-2006
- レアル・ベティス 2006.12-2007.6
- スタッド・ランス 2009.1-2009.6
- イスラエル代表 2010-2011

## タイトル

### 選手時代

#### クラブ
パリ・サンジェルマンFC
- クープ・ドゥ・フランス:2回（1982、1983）
- ディヴィジオン・アン:1回（1986）

#### 代表
- UEFA欧州選手権:1回（1984）
- アルテミオ・フランキ・トロフィー:1回（1985）

#### 個人
- フランス年間最優秀選手賞:1回（1985）
- エトワールドール:1回（1986）

### 監督時代
パリ・サンジェルマンFC
- クープ・ドゥ・フランス:1回（1995）
- クープ・ドゥ・ラ・リーグ:1回（1995）
- トロフェ・デ・シャンピオン:1回（1995）
- UEFAカップウィナーズカップ:1回（1995-1996）
- UEFAインタートトカップ:1回（2001）